# Under This Flag
Under This Flag  è il nono album in studio del gruppo musicale power metal vicentino White Skull pubblicato nel 2012 dalla Dragonheart Records.

## Il disco
Si tratta del primo disco registrato, a distanza di dieci anni, da quando la cantante Federica De Boni, con cui la band aveva inciso i primi quattro album, è rientrata a far parte del gruppo.
Le canzoni sono caratterizzate da riff di stampo tradizionale e dalla presenza di assoli ben congegnati. La potenza e l'aggressività trasmessa dalla musica, per lo più sorretta da una ritmica veloce, ricordano in particolar modo la scena metal tradizionale tedesca. Inoltre l'inconfondibile timbrica della cantante unita ad una maggiore versatilità rispetto al passato aggiungono vigore e personalità alle composizioni.
Per la canzone Red Devil è stato girato un video.

## Tracce
Testi di Federica De Boni, musiche di White Skull.
1. Hunted Down – 4:32
2. Bottled Mind – 3:12
3. Red Devil – 5:00
4. Lost Alone – 5:19
5. Under This Flag – 4:30
6. A.O.D. – 5:09
7. Prisoners of War – 5:17
8. War After War – 5:04
9. Nightmares – 6:34
10. Freedom's Not Free – 3:52
11. You Choose – 3:14
12. Redemption – 5:09

## Formazione
- Federica "Sister" De Boni - voce
- Tony "Mad" Fontò – chitarra ritmica
- Danilo Bar – chitarra solista
- Jo Raddi - basso
- Alex Mantiero - batteria

Membro addizionale
- Alessio Lucatti - tastiere